# Лещиц (герб)
Лещиц (пол. Leszczyc, Bróg, Brożek, Brożyna, Laska, Laski, Wyszowie) — польский дворянский герб.

## Описание
В красном поле четыре серебряных столба (brozyny), покрытых золотою крышей, вроде сарая для хранения хлеба. Нашлемник из павлиньих перьев, на которых повторяется та же фигура в косвенном положении, крышею в правой стороне, а основанием столбов влево. Это один из древнейших гербов: начало его относят к XI веку.

## Герб используют
Беленцкие (Belecki, Belencki, Belenski), Бялецкие (Bialecki), Бяленские (Bialenski, Bialeski), Бегановские (Bieganowski, Беганские (Bieganski), Болеминские (Boleminski), Болевинские (Bolewinski), Болиминские (Boliminski), Бончковские (Bonczkowski), Брошковские (Broszkowski), Цереквицкие (Cerekwicki), Хелмские (Chelmski), Хлевские (Chlewski), Хмеленские (Chmielenski), Хмелинские (Chmielinski), Ходоровские (Chodorowski), Хойницкие (Chojnicki), Чацкие (Czacki), Добржицкие (Dobrzycki), Доковские (Dokowski), Доноские (Donoski), Доновские (Donowski), Фаленцкие (Falecki, Falencki), Гамбаржевские (Gabarzewski), Глодецкие (Glodecki), Госцеевские (Gosciejewski), Грабянка (Grabianka, Grabionka), Гултовские (Gultowski), Гутовские (Gutowski), Холи (Holy), Яблковские (Jablkowski), Ясенецкие (Jasieniecki), Яскульские (Jaskólski), Юшинские (Juszynski), Кальчинские (Kalczynski), Клёновские (Klonowski), Колуцкие (Kolucki), Коруновские (Korunowski), Коссовские (Kossowski), Костецкие (Kostecki), Кошутские (Koszutski), Кротовские (Krotoski, Krotowski), Кржечковские (Krzeczkowski), Кржекотовские (Krzekotowski), Кржишковские (Krzyszkowski), Курановские (Kuranowski), Ласкари (Laskary), Лясковские (Laskowski), Лесиш (Lesisz), Лещицы (Leszczyc, Lezczyc, Leszczyk), Любонские (Lubonski), Любстовские (Lubstowski), Лукавские (Lukawski), Мерославские (Mieroslawski), Меруцкие (Mierucki), Мержеевские (Mierzejewski), Мержевские (Mierzewski), Милашевские (Milaszewski), Мирославские (Miroslawski), Млодоцкие (Mlodocki), Моржицкие (Morzycki), Мрочек (Mroczek), Нагорские (Nagorski), Оссовские (Ossowski), Остророги (Ostrorog), Пекарские (Piekarski), Пержхлинские (Pierzchlinski), Песек (Piesek), Плодовские (Plodowski), Пломыковские (Plomykowski), Понентовские (Ponetowski), Попкавские, Попковские (Popkowski), Поповские (Popowski), Пщинские (Psczynski), Радолинские (Radolinski), Ратайские (Ratajski), Рысинские (Rysinski), Сарбские (Sarbski), Семевские (Siemienski, Sieminski), Сестржевитовские (Siestrzewitowski), Скаршевские (Skarszewski), Сколимовские (Skolimowski), Скржишовские (Skrzyszowski), Скулимовские (Skulimowski), Слупские (Slupski), Смеловские (Smielowski), Ставские (Stawski, Stawski Slaweta na Stawie), Стржешевские (Strzeszewski), Стржежиминские (Strzeziminski, Strzezyminski), Сухоржевские (Suchorzewski), Сулиславские (Sulislawski), Суменские (Sumienski), Суминские (Suminski), Супинские (Supinski), Сурминские (Surminski), Свецкие (Свенцкие, Swiecki), Свежовские (Swiezowski), Свишульские (Swiszulski), Свижовские (Swizowski), Шуменские (Szumienski), Шуминские (Szuminski), Вальдеровичи (Walderowicz), Валишевские (Валишевские Скарб, Waliszewski), Венгоршевские (Wegorszewski, Wegorzewski), Вельжинские (Wielzynski), Верушевские (Wieruszewski), Пётр Виш епископ Кракова (Wisz), Влошиновские (Wloszynowski), Выгражевские (Wygrazewski), Заляковские (Zalakowski), Залеские (Zaleski), Зберские (Zbierski), Зеленацкие (Zielonacki), Зызновские (Zyznoski, Zyznowski), Жаленцкие (Zalecki).